# L'altro Adamo
L'altro Adamo è un film del 2014, scritto e diretto da Pasquale Squitieri.
Il film è stato presentato in anteprima mondiale al MAXXI (Museo delle Arti del XXI secolo) nell'ambito del festival internazionale del film di Roma 2014.

## Riconoscimenti
- 2014 – Premio Roma Videoclip
  - "Special Award" alla canzone originale So goodbye composta da Davide Cavuti e interpretata da Ottavia Fusco
- 2015 – Ischia Film Festival
  - Premio al regista Pasquale Squitieri